# Environnement en Grèce
L'environnement en Grèce est l'environnement (ensemble des éléments - biotiques ou abiotiques - qui entourent un individu ou une espèce et dont certains contribuent directement à subvenir à ses besoins) du pays Grèce.
Si la Grèce, au milieu littoral très développé, est un des pays méditerranéens qui a le mieux conservé sa biodiversité, avec plus de 6 000 végétaux et 900 espèces animales, l'action de l'Homme sur l'environnement est également importante. L'activité agricole présente plusieurs secteurs développés : production d'huile d'olive, élevage caprin et ovin, aquaculture...
Les émissions de gaz à effet de serre par habitants, bien qu'en baisse depuis 2007, demeurent élevées, alors même que le réchauffement climatique amplifie les effets des catastrophes naturelles : canicules, incendies, sécheresses... Les transports et l'énergie, mais aussi le tourisme, pilier de l'économie, participent au bilan carbone. On compte plus de 30 millions de visiteurs par an, soit environ trois fois plus que d'habitants.

## La biodiversité en Grèce

### Milieux, faune et flore

#### Milieux

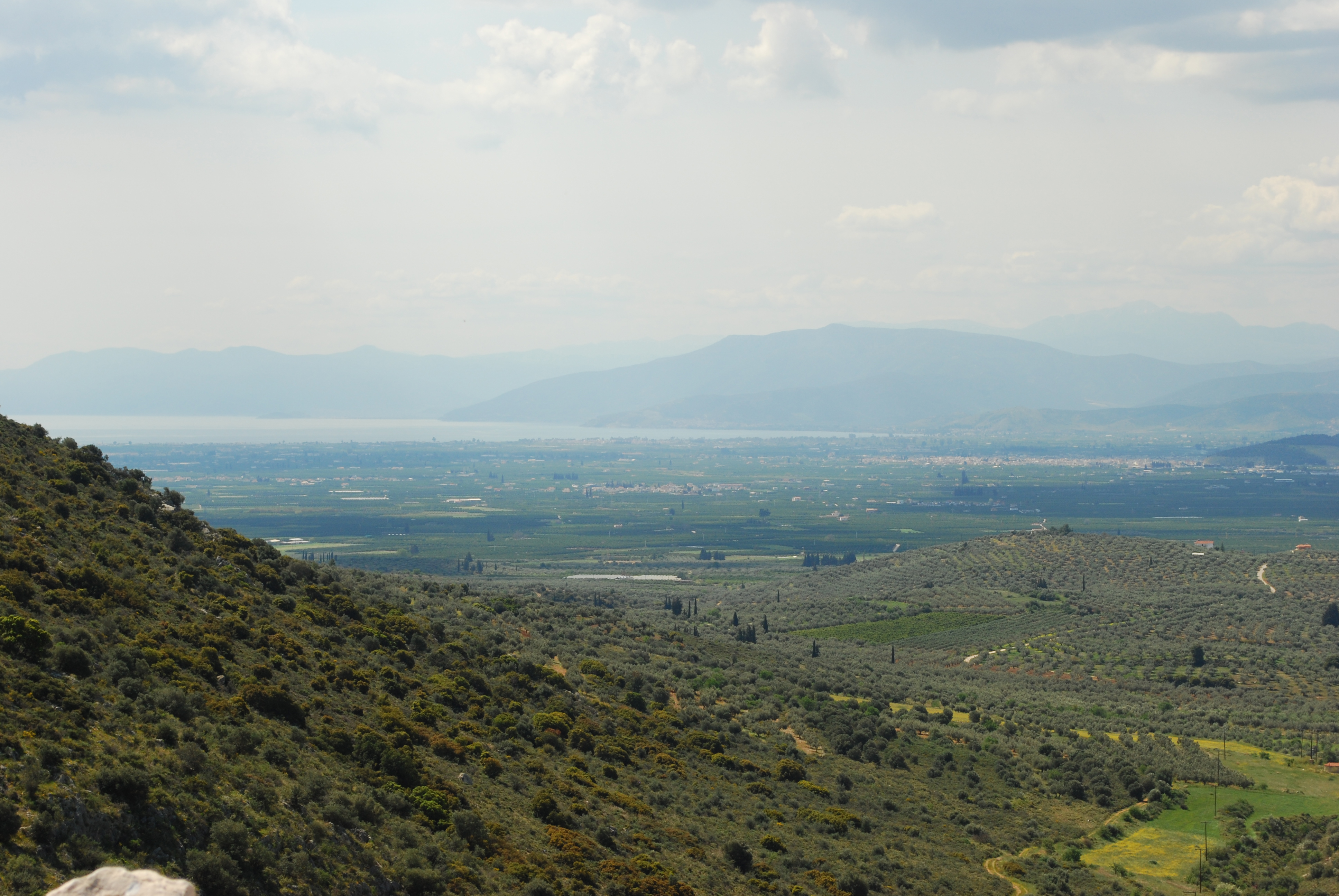
La plaine littorale d'Argolide.

Le territoire comprend trois unités géographiques : la Grèce continentale, la presqu'île du Péloponnèse et les îles qui représentent un cinquième de la superficie totale du pays. Les côtes grecques sont bordées à l'ouest par la mer Ionienne et à l'est par la mer Égée où se trouvent la majorité des îles grecques. Le milieu littoral est très important en Grèce, qui compte 9 841 îles et 15 000 km de côtes. Les grottes sous-marines de Crète sont riches en éponges et en coraux.
La forêt couvre un cinquième du territoire du pays. Parmi les 200 espèces d'arbres, les principaux sont le pin, l'olivier, le peuplier argenté, le cyprès, le châtaignier et le sapin. Ses 65 000 km2 sont largement inférieurs aux surfaces des autres pays européens et constamment menacés par la pression immobilière et les incendies de forêts (tels ceux de 2007). Huit mille hectares sont encore une forêt primaire, principalement dans les Rhodopes.
Les monts du Pinde forment la chaîne centrale du pays, avec une hauteur moyenne de 2 650 mètres. Le nord de la Grèce présente une autre chaîne de montagnes, les monts du Rhodope, entre 1 800 et 2 300 mètres d'altitude. On trouve en Grèce de nombreux canyons et autres paysages karstiques, dont les Météores et les gorges de Vikos.
Les zones de plaine ou de faible pente sont relativement rares en Grèce (20 à 30 % de la superficie).

#### Faune et flore
La Grèce est un des pays méditerranéens qui a le mieux conservé sa biodiversité. 
Plus de 6 000 végétaux sont recensés dont 4 050 espèces sauvages dont 800 sont protégés. 
On compte aussi 900 espèces animales dont deux cents protégées. Certaines sont endémiques ou dont les derniers représentants sont en Grèce (Phoque moine de Méditerranée, tortue carette) ; 28 des 36 espèces d'aigles européens vivent dans le ciel de Grèce,. La Grèce est une des zones de reproduction traditionnelles des tortues Caouanne, espèce protégées.

### Zones protégées
La protection de la nature est un phénomène ancien (1932 : premières lois de protection ; 1937 : premiers parcs nationaux). En 2009, le pays compte neuf parcs nationaux et dix réserves aquatiques. Quatre cents zones supplémentaires ont été protégées dans le cadre du plan européen Natura 2000. Cependant, la réalité est différente : les activités humaines (chasse, agriculture, immobilier, tourisme, etc.) empiètent sans grande crainte de représailles légales sur les zones protégées.

#### Réseau européen Natura 2000
Le réseau Natura 2000 rassemble des sites naturels ou semi-naturels de l'Union européenne ayant une grande valeur patrimoniale, par la faune et la flore exceptionnelles qu'ils contiennent.
En décembre 2018, la Grèce comptait 446 sites dont :
- 207 zones de protection spéciale (ZPS) pour les oiseaux sur une superficie de 36 161 km2 ;
- 265 zones spéciales de conservation (ZSC) (dont les pSIC, SIC) pour les habitats et les espèces sur une superficie de 39 440 km2.

La superficie totale est de 58 778 km2, ce qui représente 27,3 % de la surface terrestre et marine du territoire de la Grèce.

## Impacts sur les milieux naturels

### Agriculture et pêche
D'importants travaux de drainage et d'irrigation ont été menés depuis le milieu du XIXe siècle et se sont accélérés d'abord dans les années 1920 puis les années 1960 afin de rendre les plaines grecques utilisables pour la culture et non plus seulement pour l'élevage comme c'était traditionnellement le cas,.

#### Cultures

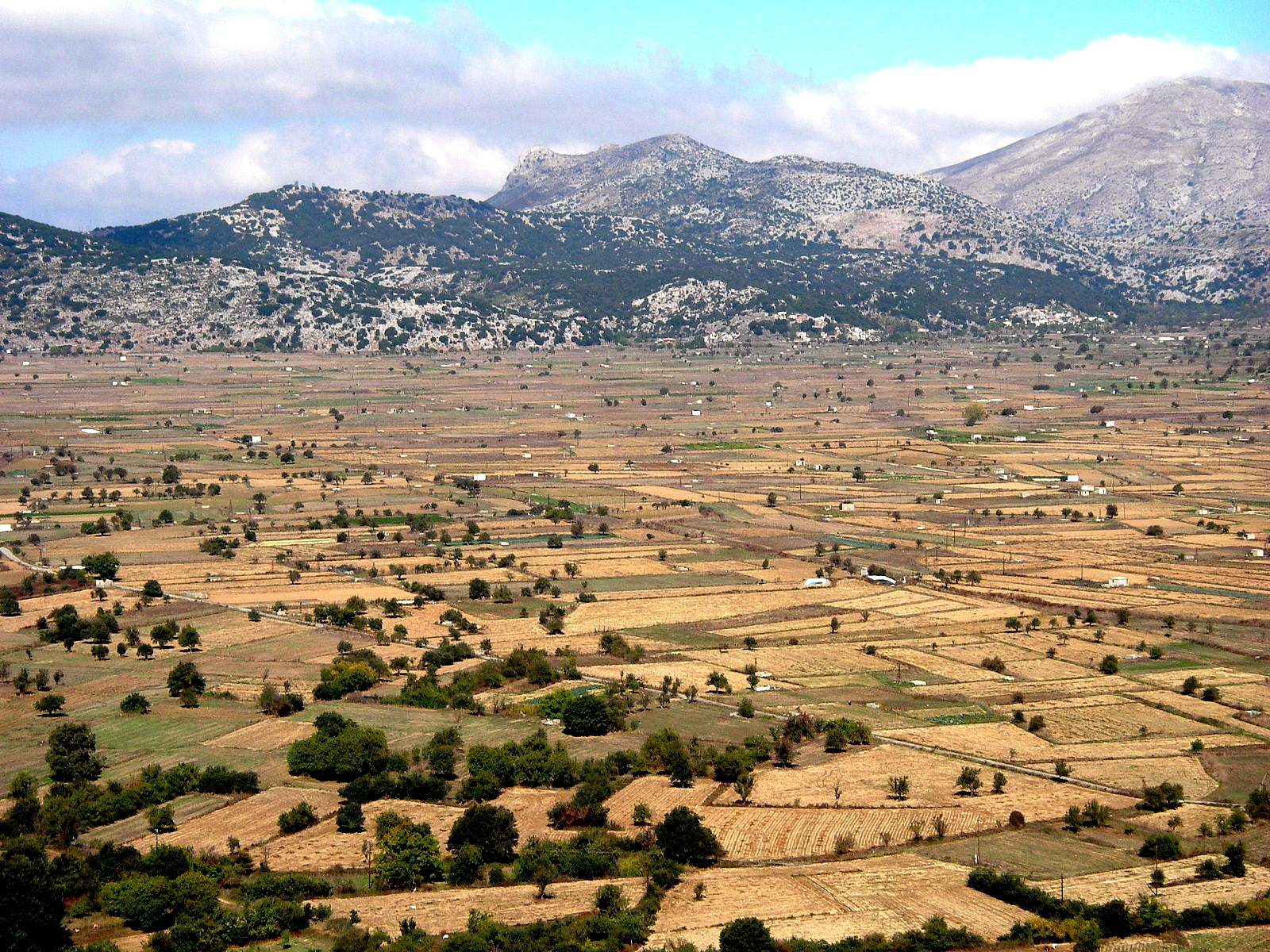
Paysage agricole du plateau de Lassithi, en Crête.

L'olivier est une plantation emblématique de la Grèce. Le pays est le 3e producteur mondial d'huile d'olive, avec 300 000 tonnes produites en 2014-2015.

#### Élevage

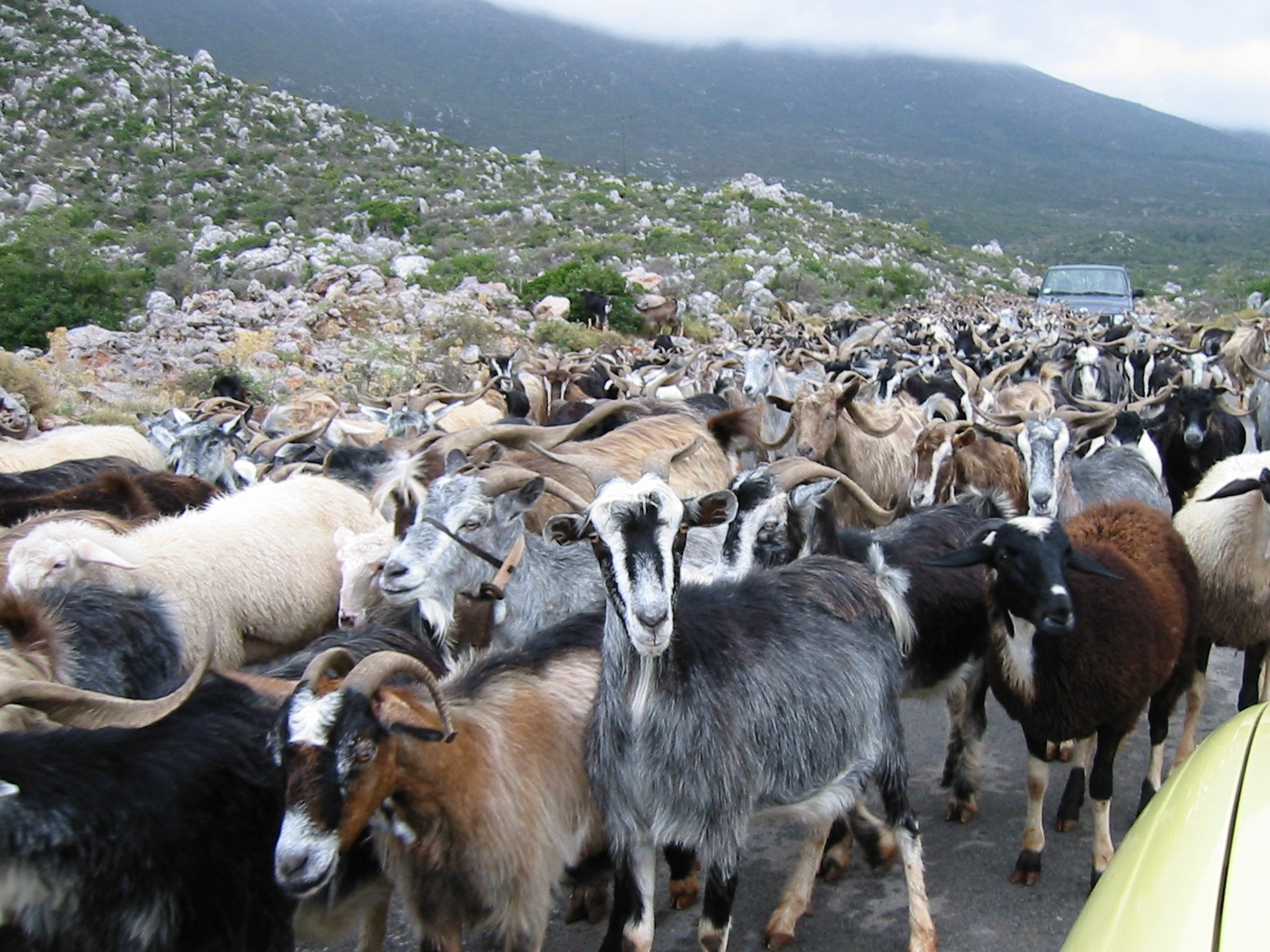
Troupeaux de chèvres en Grèce.

L'élevage grec est concentré dans l'élevage caprin et ovin, la Grèce ayant le 3e plus grand cheptel ovin et le plus grand cheptel caprin de l'Union européenne. Cet élevage est tout autant destiné à la production de viande que de produits laitiers (notamment de yaourts grecs et de feta, fromage à base de lait de brebis).
En 2010, la Grèce possède 2,4 millions d'unités de gros bétail, en baisse de 5,3 % par rapport à 2000.

### Pêche

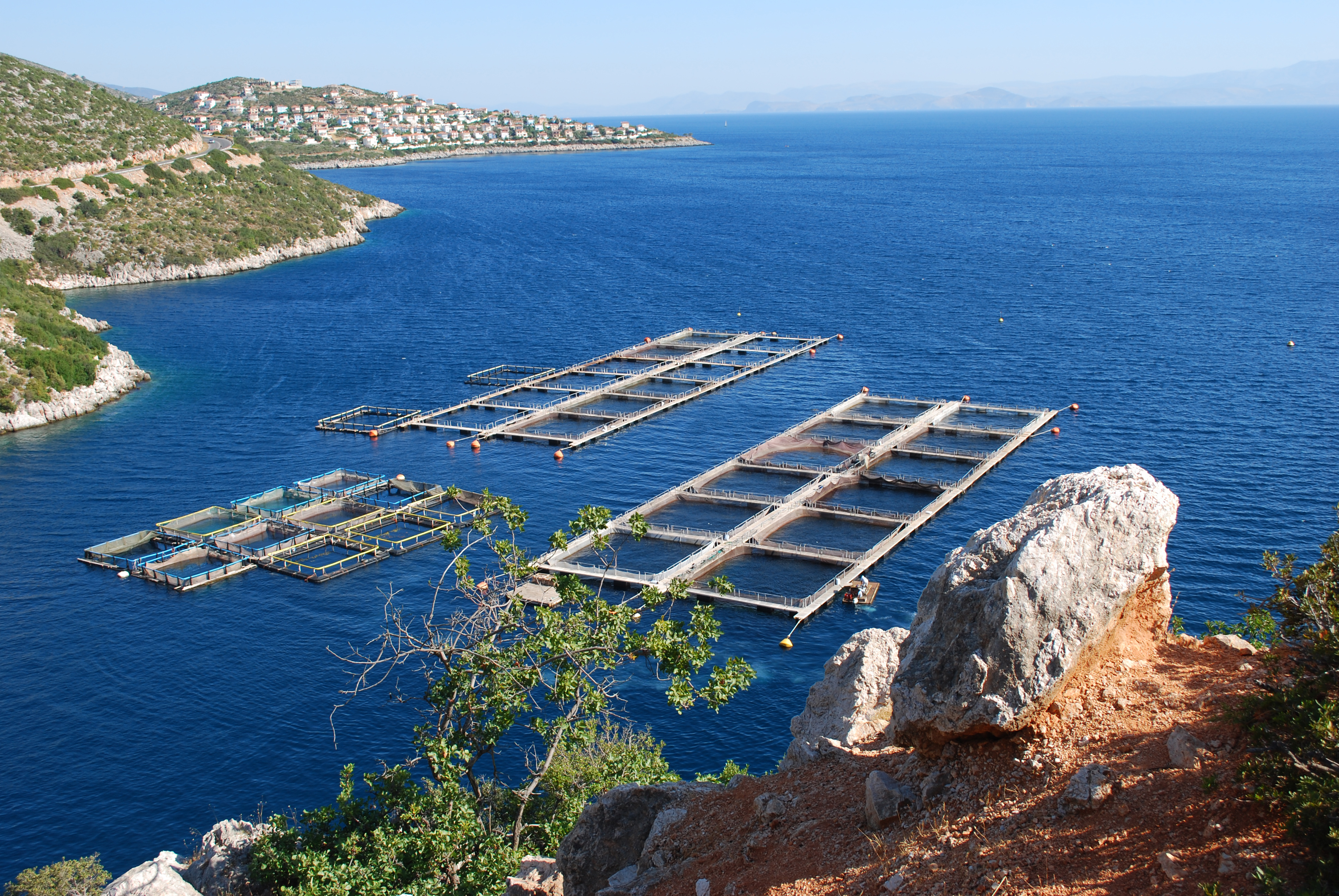
Aquaculture dans le golf d'Argos.

La pêche est un secteur important en Grèce, notamment l'aquaculture où la Grèce est l'un des principaux pays producteurs européens

### Transports

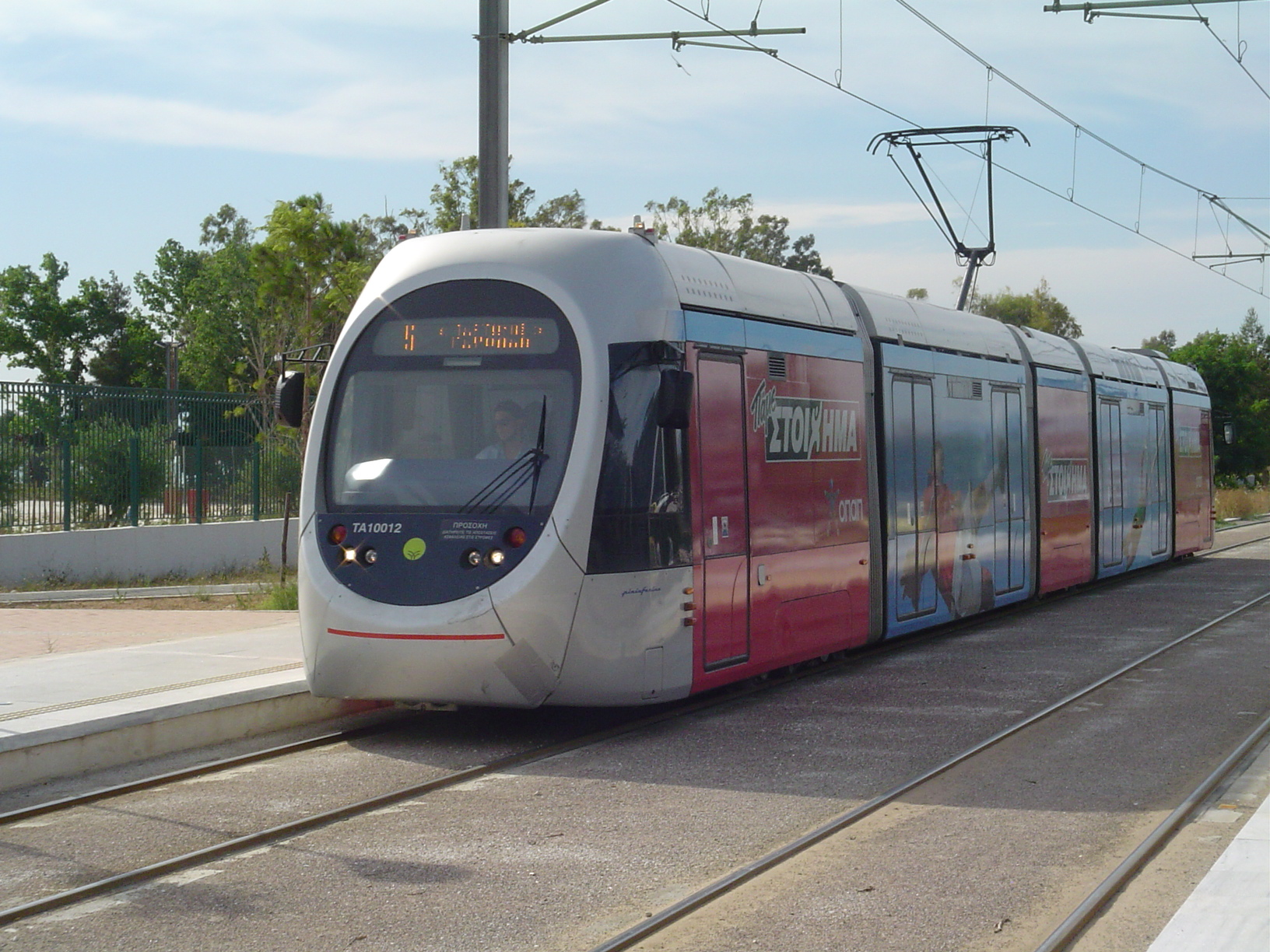
La rame TA10012 du tramway d'Athènes, sur la ligne 5.

#### Transports en commun
Athènes dispose d'un réseau dense de trolleybus et d'autobus. Afin de lutter contre la pollution, une part croissante des autobus fonctionne au gaz naturel pour véhicules (GNV).
Le métro, dont la première ligne (la ligne verte nommée également ISAP) date de 1904, a été complété par deux lignes modernes (les lignes rouge et bleue) en 2000 et s'étend jusqu'à l'aéroport. Trois lignes de tramway (3, 4 et 5), ont été mises en service pour les Jeux olympiques de 2004

### Pression sur les ressources non renouvelables
La Chine finance des projets de centrale à charbon en Grèce et ailleurs dans le monde.

### Pollutions

#### Les émissions de gaz à effet de serre (GES)
En 2002, les émissions de gaz à effet de serre (GES) étaient d'environ 94 MTCO2, soit moins de 1 % des émissions mondiales. Environ 6 à 8 tonnes d'équivalent CO2 de gaz à effet de serre étaient émises par tête en Grèce en 2016.
Le pic des émissions est estimé à 2007, avec près de 9 tonnes d'équivalent CO2 de gaz à effet de serre émis par habitant. En 2022, l'énergie consommée en Grèce émet 30 % de CO2 en moins qu'en 2005.
En 2023, la Grèce a enregistré les émissions de feux de forêt les plus élevées de deux dernières décennies pour un mois de juillet, avec un total à une mégatonne d’émissions de carbone entre le 1er et le 25 juillet, doublant presque le record de juillet 2007,.

### Impacts de l'urbanisation

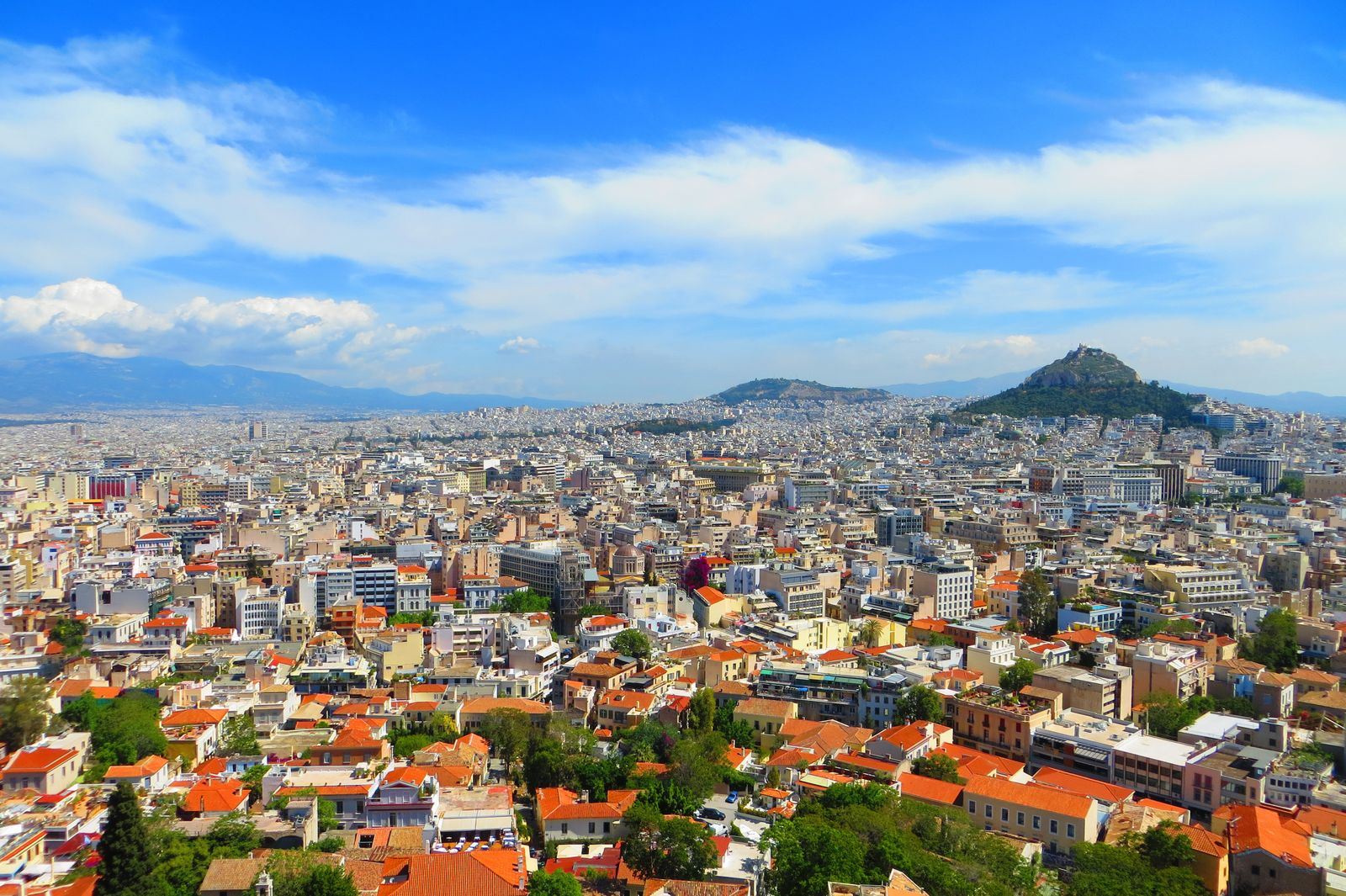
Athènes.

La Grèce compte 10 432 481 habitants en 2021. Athènes est la plus grande ville, avec 664 046 habitants en 2011.
Voici la liste des plus grandes villes en 2011 et leur évolution démographique : 
| Rang | Municipalité  | Nom en grec | Rec. 1981 | Rec. 1991 | Rec. 2001 | Est. 2007 | Rec. 2011 | Évol. 2001-2011 | Périphérie         | District régional |
| ---- | ------------- | ----------- | --------- | --------- | --------- | --------- | --------- | --------------- | ------------------ | ----------------- |
| 1.   | Athènes       | Αθήνα       | 885 737   | 772 072   | 745 514   | 720 979   | 664 046   | −11 %           | Attique            | Athènes-Centre    |
| 2.   | Thessalonique | Θεσσαλονίκη | 406 413   | 383 967   | 363 987   | 348 920   | 315 196   | −13 %           | Macédoine-Centrale | Thessalonique     |
| 3.   | Patras        | Πάτρα       | 142 163   | 152 570   | 160 400   | 164 741   | 167 446   | +4 %            | Grèce-Occidentale  | Achaïe            |
| 4.   | Le Pirée      | Πειραιεύς   | 196 389   | 182 671   | 175 697   | 170 715   | 163 688   | −7 %            | Attique            | Le Pirée          |
| 5.   | Larissa       | Λάρισα      | 102 048   | 112 777   | 124 394   | 130 946   | 144 651   | +16 %           | Thessalie          | Larissa           |
| 6.   | Héraklion     | Ηράκλειο    | 102 398   | 115 270   | 130 914   | 140 357   | 140 730   | +7 %            | Crète              | Héraklion         |
| 7.   | Peristéri     | Περιστέρι   | 140 858   | 137 288   | 137 918   | 137 472   | 139 981   | +1 %            | Attique            | Athènes-Ouest     |
| 8.   | Kallithéa     | Καλλιθέα    | 117 319   | 114 233   | 109 609   | 106 757   | 100 641   | −8 %            | Attique            | Athènes-Sud       |

## L'exposition aux risques
La Grèce est exposée à de multiples aléas naturels : séismes, tempêtes, incendies, glissements de terrain, sécheresses et canicules...

### Séismes
Le mouvement tectonique se poursuit (4 cm par an) et est cause de tremblements de terre réguliers : la moitié des secousses annuelles en Europe ont lieu en Grèce. Les Cyclades (excepté le volcanisme de Santorin) sont les moins menacées par les séismes. Deux failles sont très actives : la première parcourt l'Égée d'est en ouest (de Rhodes à l'ouest de la Crète) puis remonte le long du Péloponnèse jusqu'à Corfou ; la seconde va des Dardanelles aux Sporades puis rejoint le golfe de Corinthe. Le tremblement de terre de Céphalonie et Zante du 18 août 1953 atteignit 7,2 sur l'échelle de Richter et fit 476 morts. Trois ans plus tard, Amorgós fut touchée par un séisme de magnitude 7,5 et eut à déplorer 53 morts,.

### Incendies, canicules et sécheresses
Le réchauffement climatique accentue les phénomènes naturels de canicules, incendies et sécheresses. Les pratiques agricoles sont affectées par des phénomènes météorologiques extrêmes et des périodes prolongées de canicule. Les agriculteurs sont exposés aux intempéries et s'en trouvent affectés.
En 2018, plus de 100 personnes sont mortes à Mati, près d'Athènes, dans le pire incendie meurtrier que ce pays a connu.
Les Feux de forêt de 2021 en Grèce, dus en partie à des températures caniculaires, mais également d'une politique d'austérité économique réduisant les moyens de lutte, avaient fait trois morts, ravageant plus de 100 000 hectares de forêts.
A l'été 2023, la Grèce vit la plus longue canicule de son histoire. A Athènes, les températures dépassent les 40 °C durant plusieurs jours. Au 18 juillet, on comptait près de 50 incendies dans tout le pays ; au 26 juillet, 90. Les secours ont mené « la plus grande opération d’évacuation jamais effectuée en Grèce » sur l’île de Rhodes (30 000 personnes).

## Politique environnementale en Grèce

### Traités internationaux
La Grèce a signé le protocole de Kyoto.
Dans le cadre de la COP 21, la Grèce s'est engagé à réduire ses émissions de gaz à effet de serre de 40 % d'ici à 2030 par rapport au niveau de 1990, conformément à l'engagement de l'Union européenne.

### Évaluation environnementale globale
En 2015, l'organisation Global Footprint Network (GFN) indique que la Grèce est un pays présentant, comme la majorité des pays du monde, un déficit écologique. La biocapacité s'élève à environ 1,49 hag (hectare global par habitant), l'empreinte écologique à 3,91 hag. C'est notamment le bilan carbone qui est plus de huit fois supérieur à la capacité forestière.
Le jour du dépassement (date de l’année, calculée par l'ONG américaine Global Footprint Network, à partir de laquelle l’humanité est supposée avoir consommé l’ensemble des ressources que la planète est capable de régénérer en un an) du pays est le 20 mai.